# Sertularia borneensis
Sertularia borneensis är en nässeldjursart som beskrevs av Chantal Billard 1925. Sertularia borneensis ingår i släktet Sertularia och familjen Sertulariidae. Inga underarter finns listade i Catalogue of Life.